# Сара Полсон
Са́ра Ке́трін По́лсон (англ. Sarah Catherine Paulson; нар. 17 грудня 1974, Тампа, Флорида, США) — американська акторка театру, кіно та телебачення, а також телережисерка. Лауреатка премій «Золотий глобус» (2017), «Еммі» (2016), премії Гільдії кіноакторів США (2017), а також трьох премій «Вибір телевізійних критиків» (2013, 2015, 2016).

## Життєпис
Народилася 17 грудня 1974 року в місті Тампа, штат Флорида, виросла у Брукліні і Мені. 
У дитинстві зрозуміла, що хоче стати акторкою, і почала виступати в місцевих театральних виставах. Після середньої школи в 1989 році Полсон навчалася акторській професії в Американській академії драматичного мистецтва, а в 19 років дебютувала на театральній сцені Нью-Йорка.
Була у тривалих стосунках з акторкою Черрі Джонс. У 2009 році вони розлучилися. Наприкінці 2015 року журнал People підтвердив, що Полсон зустрічається з акторкою Голланд Тейлор, старшою за неї на 32 роки.

## Кар'єра
Полсон дебютувала в епізоді серіалу «Закон і порядок» у 1994, а вже наступного року отримала одну з центральних ролей в горор-серіалі «Американська готика» (1995—1996), який згодом став культовим, хоч і проіснував один сезон. Наступна головна роль на телебаченні була в серіалі «Джек і Джилл» у 1999—2001 роках.
На початку кінокар'єри Полсон зіграла ролі другого плану у низці фільмів, серед яких «Інша сестра» (1999), «Пограбування» (1999), «Чого хочуть жінки» (2000), «Шлях до війни» (2003), «До біса любов!» (2003) і «Місія Сереніті» (2005). Першу головну роль виконала в ситкомі, що проіснував недовго, «Стрибок Гоуп» (2000), після чого зіграла в серіалі «Дедвуд».
У 2005 році Сара Полсон дебютувала на бродвейській сцені в постановці «Скляний звіринець» з Джессікою Ленг. Наступного року Полсон привернула увагу критики роллю комедійної акторки Гаррієт Гейс, в основу якої ліг образ Крістін Ченовет, в серіалі «Студія 60 на Сансет-Стрип». Хоча шоу проіснувало лише сезон, за роботу в ньому Полсон отримала свою першу номінацію на премію «Золотий глобус» за найкращу жіночу роль другого плану на телебаченні.
У 2008 році Сара Полсон виконала головну роль в серіалі «Купідон», теж закритому після одного сезону. На великому екрані вона знялася у фільмі 2008 року «Месник», а між цим була запрошеною зіркою в серіалах «Відчайдушні домогосподарки», «Закон і порядок: Спеціальний корпус» і «Анатомія пристрасті». У 2011 році знялася в кінофільмах «Марта, Марсі Мей, Марлен» і «Старий Новий рік».
У 2012 році за роль політикині-республіканки Ніколь Воллес в телефільмі «Гра змінилася» Полсон була номінована на премію «Еммі» за найкращу жіночу роль другого плану в міні-серіалі або фільмі та на премію «Золотий глобус» за найкращу жіночу роль другого плану за роботу у фільмі.
У 2011 році отримала запрошення зіграти у першому сезоні серіалу «Американська історія жахів» Раяна Мерфі. Згодом запрошена на одну з головних ролей у другому сезоні шоу: безстрашної журналістки Лани Вінтерс, Полсон отримала багато похвальних відгуків у пресі, а також здобула премію «Вибір телевізійних критиків» за найкращу жіночу роль другого плану в міні-серіалі або фільмі і вчергове номінувалася на «Еммі». Полсон втілила дружину персонажа Майкла Фассбендера в кінофільмі 2013 року «12 років рабства», а також повернулася у третій, четвертий і п'ятий сезони шоу «Американська історія жахів».

## Фільмографія
| Рік        | Назва української                                           | Назва англійською                                  | Роль                                             | Примітки                                    |
| ---------- | ----------------------------------------------------------- | -------------------------------------------------- | ------------------------------------------------ | ------------------------------------------- |
| 1994       | Закон і порядок                                             | Law & Order                                        | Меггі Коннер                                     | Епізод: "Family Values"                     |
| 1995       | Нарешті друзі                                               | Friends at Last                                    | Діана                                            |                                             |
| 1995-1996  | Американська готика                                         | American Gothic                                    | Мерлін Темпл                                     | 18 епізодів                                 |
| 1997       | Левітація                                                   | Levitation                                         | Ецу                                              |                                             |
| 1998       | Довгий шлях додому                                          | The Long Way Home                                  | Ліанна Боссерт                                   |                                             |
| 1999       | Друга сестра                                                | The Other Sister                                   | Гізер Тейт                                       |                                             |
| 1999       | Пограбування                                                | Held Up                                            | Мері                                             |                                             |
| 2000       | Чого хочуть жінки                                           | What Women Want                                    | Енні                                             |                                             |
| 1999-2001  | Джек і Джилл                                                | Jack & Jill                                        | Еліза Кронкайт                                   | 31 епізод                                   |
| 2001       | Дотик ангела                                                | Touched by an Angel                                | Зої                                              | Епізод: "Manhunt"                           |
| 2002       | Комашка                                                     | Bug                                                | Ейлін                                            |                                             |
| 2002       | Стрибок Гоуп                                                | Leap of Faith                                      | Гоуп Вордвелл                                    | 6 епізодів                                  |
| 2002       | Стежкою війни                                               | Path to War                                        | Люсі Бейнс Джонсон                               |                                             |
| 2003       | До біса любов!                                              | Down with Love                                     | Віккі Гіллер                                     |                                             |
| 2004       | Частини тіла                                                | Nip/Tuck                                           | Агата Ріпп                                       | Епізод: "Agatha Ripp"                       |
| 2005       | Плавці                                                      | Swimmers                                           | Мерріл                                           |                                             |
| 2005       | Дедвуд                                                      | Deadwood                                           | Міс Ізрішайзер                                   | 9 епізодів                                  |
| 2005       | Місія Сереніті                                              | Serenity                                           | Доктор Керон                                     |                                             |
| 2005       | Непристойна Бетті Пейдж                                     | The Notorious Bettie Page                          | Банні Ігер                                       |                                             |
| 2006       | Дигери                                                      | Diggers                                            | Джулі                                            |                                             |
| 2006       | Гриффін і Фенікс: На краю щастя                             | Griffin & Phoenix                                  | Пері                                             |                                             |
| 2006       | Весілля на Різдво                                           | A Christmas Wedding                                | Емілі                                            |                                             |
| 2006-2007  | Студія 60 на Сансет-Стрип                                   | Studio 60 on the Sunset Strip                      | Геррієт Гейс                                     | 22 епізоди                                  |
| 2008       | Красунчик/красунька                                         | Pretty/Handsome                                    | Коркі Фромм                                      |                                             |
| 2008       | Месник                                                      | The Spirit                                         | доктор Еллен Долан                               |                                             |
| 2009       | Купідон                                                     | Cupid                                              | Клер Маккрей                                     | 7 епізодів                                  |
| 2010       | Закон і порядок: Спеціальний корпус                         | Law & Order: Special Victims Unit                  | Енн Гілетті                                      | Епізод: "Shadow"                            |
| 2010       | Анатомія Грей                                               | Grey's Anatomy                                     | Еліс Грей                                        | Епізод: "The Time Warp"                     |
| 2010       | Листопадове Різдво                                          | November Christmas                                 | Бет Маркс                                        |                                             |
| 2011       | Марта, Марсі Мей, Марлен                                    | Martha Marcy May Marlene                           | Люсі                                             |                                             |
| 2011       | Старий Новий рік                                            | New Year's Eve                                     | Грейс Шваб                                       |                                             |
| 2007, 2011 | Відчайдушні домогосподарки                                  | Desperate Housewives                               | Лідія Ліндкуіст                                  | 2 епізоди                                   |
| 2011       | Американська історія жаху: Будинок-убивця                   | American Horror Story: Murder House                | Біллі Дін Говард                                 | 3 епізоди                                   |
| 2012       | Гра змінилася                                               | Game Change                                        | Ніколь Воллес                                    |                                             |
| 2012       | Назавжди                                                    | The Time Being                                     | Сара                                             |                                             |
| 2012       | Мад                                                         | Mud                                                | Мері Лі                                          |                                             |
| 2012—2013  | Американська історія жаху: Притулок                         | American Horror Story: Asylum                      | Лана Вінтерс                                     | 13 епізодів                                 |
| 2013—2014  | Американська історія жаху: Шабаш                            | American Horror Story: Coven                       | Корделія Фокс                                    | 13 епізодів                                 |
| 2013       | 12 років рабства                                            | 12 Years a Slave                                   | Пані Мері Еппс                                   |                                             |
| 2014-2015  | Американська історія жаху: Шоу виродків                     | American Horror Story: Freak Show                  | Бетт і Дот                                       | 13 епізодів                                 |
| 2015       | Керол                                                       | Carol                                              | Еббі Гергард                                     |                                             |
| 2015       | Утікач                                                      | The Runner                                         | Кейт Гебер                                       |                                             |
| 2015       | Американська історія злочинів: Народ проти О. Джея Сімпсона | American Crime Story: The People vs. O. J. Simpson | Марша Кларк                                      | 10 епізодів                                 |
| 2015-2016  | Американська історія жаху: Готель                           | American Horror Story: Hotel                       | Саллі Маккенна Біллі Дін Говард                  | 9 епізодів                                  |
| 2016       | Американська історія жаху: Роенок                           | American Horror Story: Roanoke                     | Шелбі Міллер Одрі Тіндол Лана Вінтерс            | 5 епізодів Епізод: "Chapter 10"             |
| 2017       | Американська історія жаху: Культ                            | American Horror Story: Cult                        | Еллі Мейфер-Річардс Сьюзен Аткінс                | 11 епізодів                                 |
| 2017       | Бунтар у житі                                               | Rebel in the Rye                                   | Дороті Олдінг                                    |                                             |
| 2017       | Секретне досьє                                              | The Post                                           | Тоні Бредлі                                      |                                             |
| 2018       | Американська історія жаху: Апокаліпсис                      | American Horror Story: Apocalypse                  | Вільгеміна Венейбл Корделія Гуд Біллі Дін Говард | 7 епізодів Епізод: "Return to Murder House" |
| 2018       | Вісім подруг Оушена                                         | Ocean’s 8                                          | Теммі                                            |                                             |
| 2018       | Пташиний короб                                              | Bird Box                                           | Шенон                                            |                                             |
| 2019       | Скло                                                        | Glass                                              | лікар Еллі Стейпл                                |                                             |
| 2019       | Щиголь                                                      | The Goldfinch                                      | Ксандра                                          |                                             |
| 2019       | Єті                                                         | Abominable                                         | доктор Зара (озвучування)                        |                                             |
| 2020       | Під замком                                                  | Run                                                | Діана Шерман                                     |                                             |
| 2020       | Місіс Америка                                               | Mrs. America                                       | Аліса                                            | 9 епізодів                                  |
| 2020       | Сестра Ретчед                                               | Ratched                                            | Мілдред Ретчед                                   | 8 епізодів                                  |
| 2021       | Американська історія жаху: Подвійний сеанс                  | American Horror Story: Double Feature              | Карен                                            |                                             |
| 2021       | Американська історія злочинів: Імпічмент                    | Impeachment: American Crime Story                  | Лінда Тріпп                                      |                                             |
| 2023       | Ведмідь                                                     | The Bear                                           | Мішель Берзатто                                  | Епізод: "Fishes"                            |
| TBA        | Пил                                                         | Dust                                               |                                                  |                                             |